# Catagramma parima
Catagramma parima är en fjärilsart som beskrevs av William Chapman Hewitson 1852. Catagramma parima ingår i släktet Catagramma och familjen praktfjärilar. Inga underarter finns listade i Catalogue of Life.